# Aprilia Habana
L'Aprilia Habana, chiamato anche Aprilia Mojito in alcuni mercati tra cui quello statunitense, è uno scooter prodotto dalla casa motociclistica italiana Aprilia dal 1999 al 2002.

## Descrizione

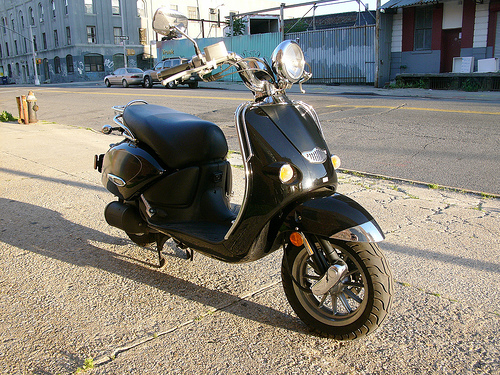
Mojito Custom

Disponibile al lancio nelle cilindrate da 50, 125 e in seguito anche da 149 cm³, è stato introdotto sul mercato nel 1999. Tutte le motorizzazioni erano caratterizzate per avere  un monocilindrico a ciclo otto due tempi di con raffreddato ad aria. Il propulsore da 125 cc veniva realizzato direttamente dall'Aprilia, mentre gli altri provenivano da fornitori esterni.
Esteticamente l'Habana era caratterizzato da un design tondeggiante in stile retrò.
La versione da 149 cc era dotata di ruote da 12 pollici, con freno a disco anteriore da 190 mm e tamburo al posteriore.